# Adolphe Adam
Adolphe Charles Adam, född 24 juli 1803 i Paris, död där 3 maj 1856, var en fransk kompositör. 
Adam är mest känd för julsången O helga natt, som ibland kallas för Adams julsång på svenska. 

## Biografi
Adolphe Adam var son till pianoprofessorn och tonsättaren Louis Adam och han intogs 1817 vid konservatoriet, där Boieldieu tog sig an honom och upptäckte hans melodiska talang. Sedan hans första opera, Pierre et Cathérine, 1829 hade gjort lycka på Opéra comique, följde en rad andra, till dess han 1836 fick sitt genombrott med Le postillon de Longjumeau. Han skrev sammanlagt 51 operor och åtta baletter, men även kyrkomusik, körer och solon.
Åren 1846–1849 inträdde en paus i hans kompositionsverksamhet, då han själv startade en operascen (Théâtre national 1847). Från 1848 var han professor i komposition vid musikkonservatoriet i Paris. Men revolutionen 1848 ruinerade honom och därefter började han åter komponera.

## Verk (urval)

### Operor
Operorna utmärker sig alla för melodirikedom, livlighet och lättfattlighet, om än Adam långt ifrån uppnår Boieldieu och Auber.
- Le Chalet. 1837. Uppsatt 1837 i Stockholm med titeln Alphyddan.
- Le postillon de Longjumeau. 1836. Uppsatt 1839 i Stockholm med titeln Postiljonen från Lonjumeau.
- Le brasseur de Preston. 1838. Uppsatt 1840 i Stockholm med titeln Bryggaren i Preston.
- Le Toréador. 1849. Uppsatt 1840 i Stockholm med titeln Toreadoren.
- Giralda ou La nouvelle Psyché. 1850. Uppsatt 1893 i Stockholm med titeln Giralda.
- Le poupée de Nuremberg 1852. Uppsatt 1853 i Stockholm med titeln Nürnbergerdockan.
- Si j'étais roi. 1852. Uppsatt 1853 i Stockholm med titeln Konung för en dag.
- Le Sourd. 1853. Uppsatt 1854 i Stockholm med titeln Den döve.

### Baletter
- Giselle ou Les Willis. 1841. Uppsatt 1845 i Stockholm med titeln Giselle.
- Le Corsaire. 1856. Pas de deux ur Korsaren uppsatt i Stockholm 1968.

Därtill kyrkomusik, pianostycken, körer och solosånger, bland andra Cantique de noël (Julsång).

### Verk i svensk översättning
- Postiljonen från Lonjumeau : komedi med sång i tre akter. Stockholm: Hörberg. 1838. Libris 10433967
- Bryggaren i Preston : komedi med sång i tre akter. Stockholm: Hjerta. 1840. Libris 10002415
- Nürnbergerdockan : operett i 1 akt. Opera repertoire, 99-1618791-6 ; 7. Stockholm: Alb. Bonnier. 1853. Libris 10002541
- Den döfve : komedi med sång i tre akter. Opera repertoire, 99-1618791-6 ; 8. Stockholm: Alb. Bonnier. 1854. Libris 10002576
- Konung för en dag : komisk opera i tre akter och fyra tablåer. Operatexter ; 12. Stockholm: Abr. Hirsch. 1882. Libris 9982658

Julsången finns utgiven i ett femtiotal versioner.

## Bilder

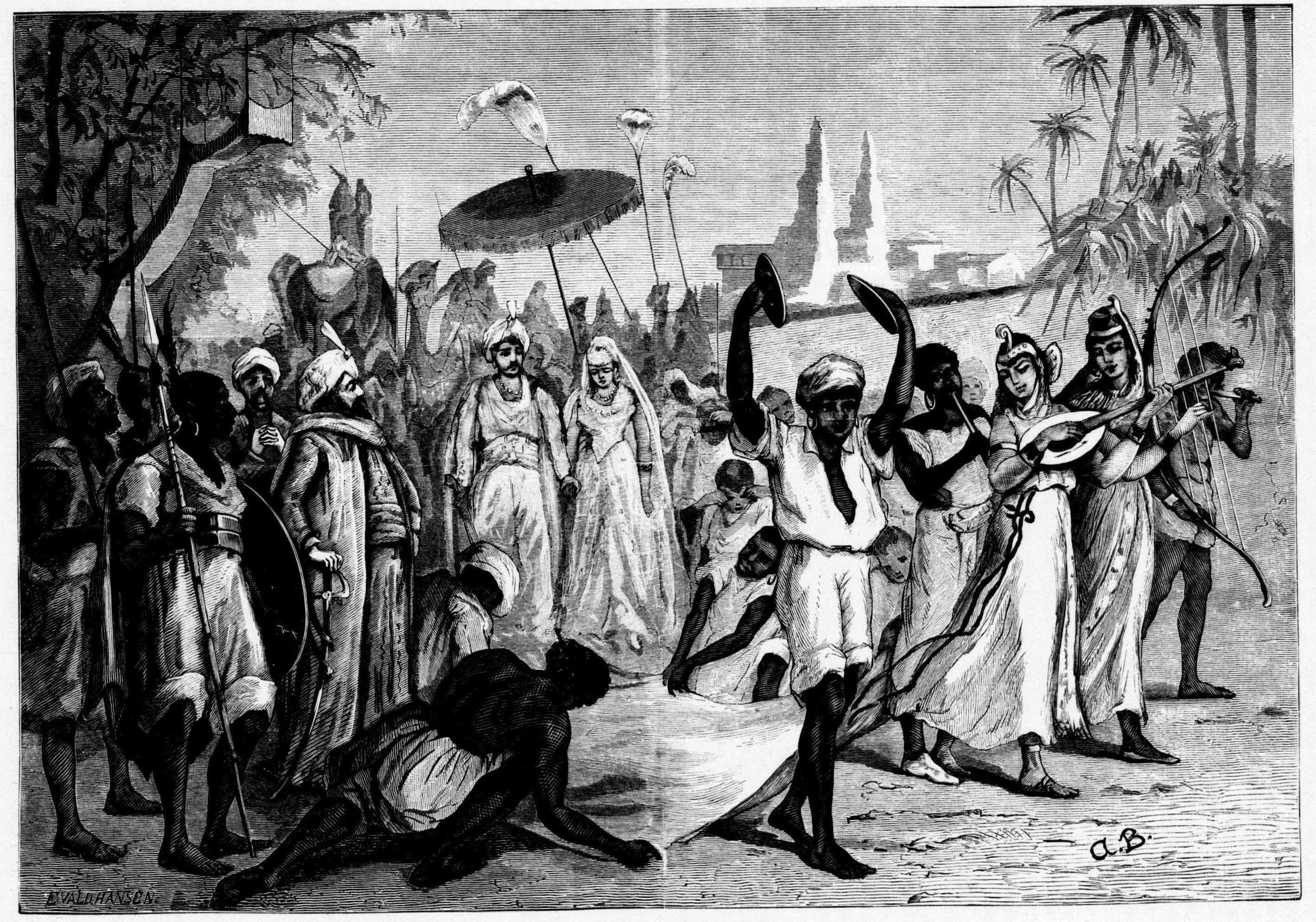
Scen ur Konung för en dag. Xylografi från Svensk musiktidning 1882.